# 29464 Леонміш
29464 Леонміш (29464 Leonmiš) — астероїд головного поясу, відкритий 5 жовтня 1997 року.
Тіссеранів параметр щодо Юпітера — 3,417.